# تئاتر کونگرس
تئاتر کونگرس (انگلیسی: Congress Theater) یک سالن نمایش و کنسرت در شیکاگو، ایالات متحده آمریکا است.
این سالن که در سال ۱۹۲۶ تأسیس شده در ابتدا به عنوان سینما مورد استفاده قرار می‌گرفته در سال‌های اخیر محل برگزاری کنسرت‌های موسیقی بوده‌است، تئاتر کونگرس دارای ۳۵۰۰ نفر ظرفیت می‌باشد.

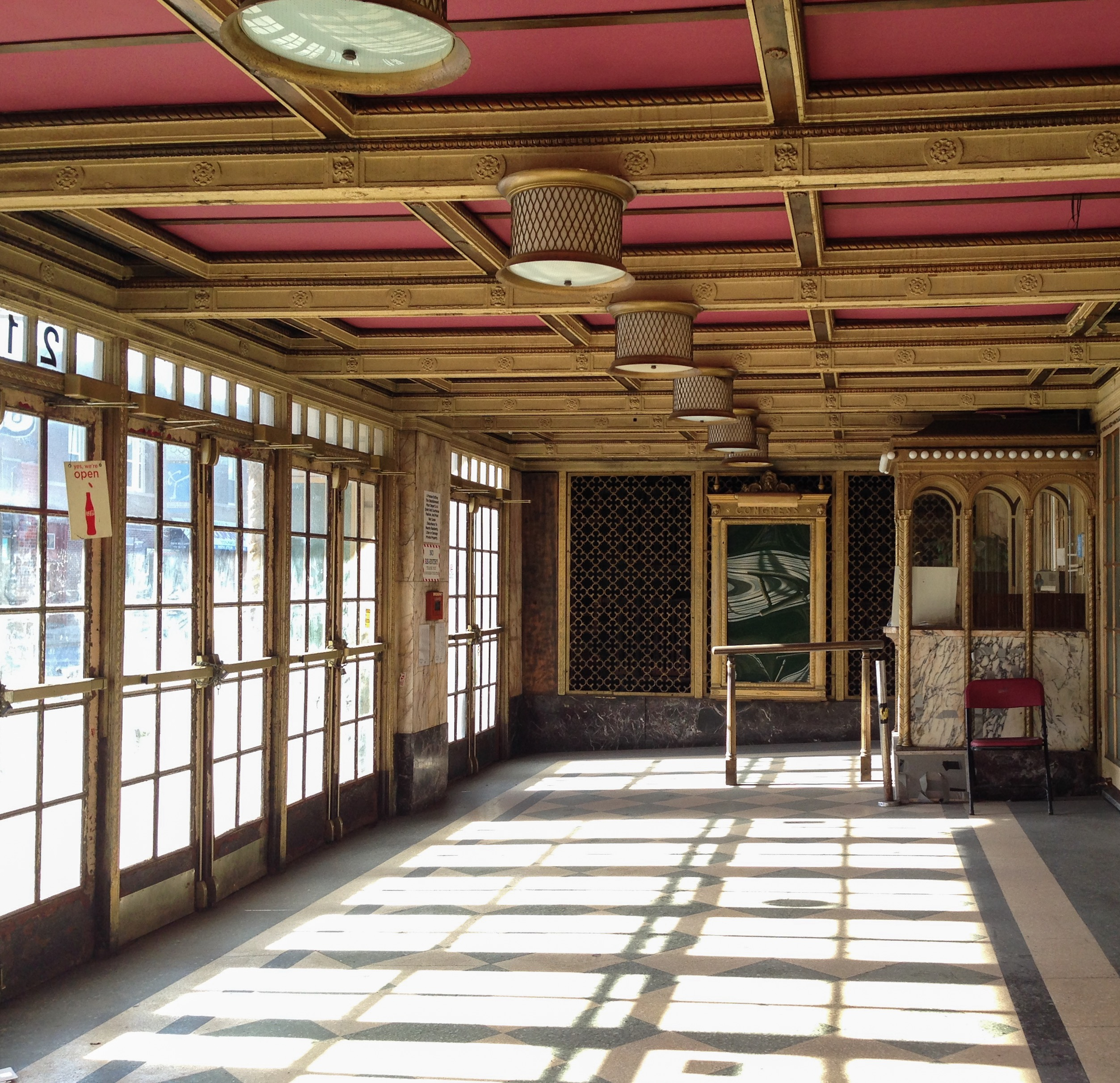
سالن ورودی تئاتر کونگرس